# Den helige ärkeängeln Mikaels kyrka, Kaunas
Den helige ärkeängeln Mikaels kyrka (litauiska: Šv. arkangelo Mykolo bažnyčia) (ryska: Церковь Святого Михаила Архангела) (engelska: St. Michael the Archangel Church) är en romersk-katolsk kyrka i Kaunas i Litauen. Kyrkan är belägen i centrala Kaunas, vid den östra änden av gågatan Laisvės alėja. Den byggdes mellan 1891 och 1895 i Neo-bysantinsk stil, när Kaunas var en del av kejsardömet Ryssland. Kyrkan kallas även Soboras. 

## Galleri

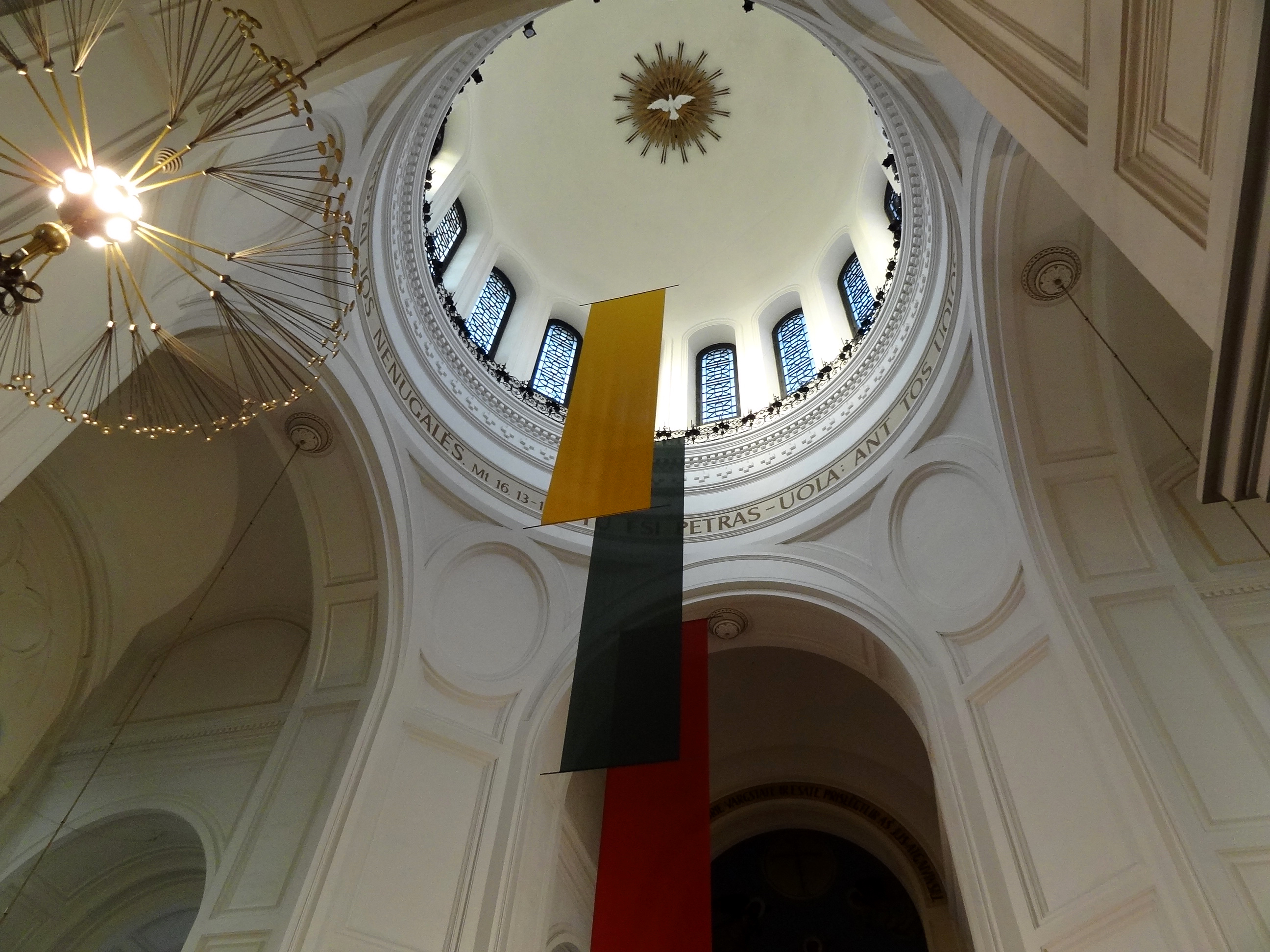
Kupol från insidan och Litauiska flaggan delas upp i tre separata enfärgade flaggor
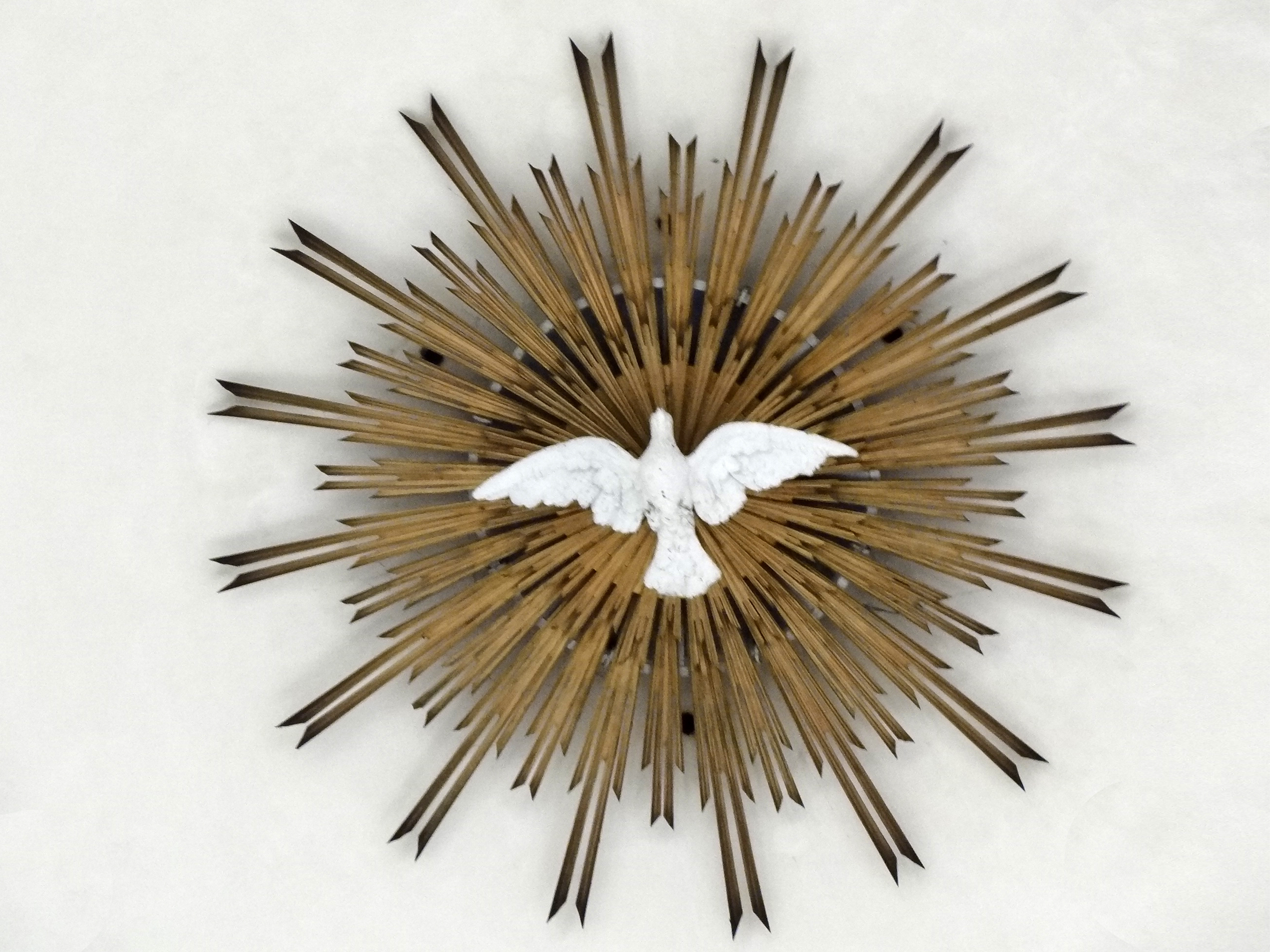
Kyrkans slutsten med Den Helige Andeduvan och Jesus strålar
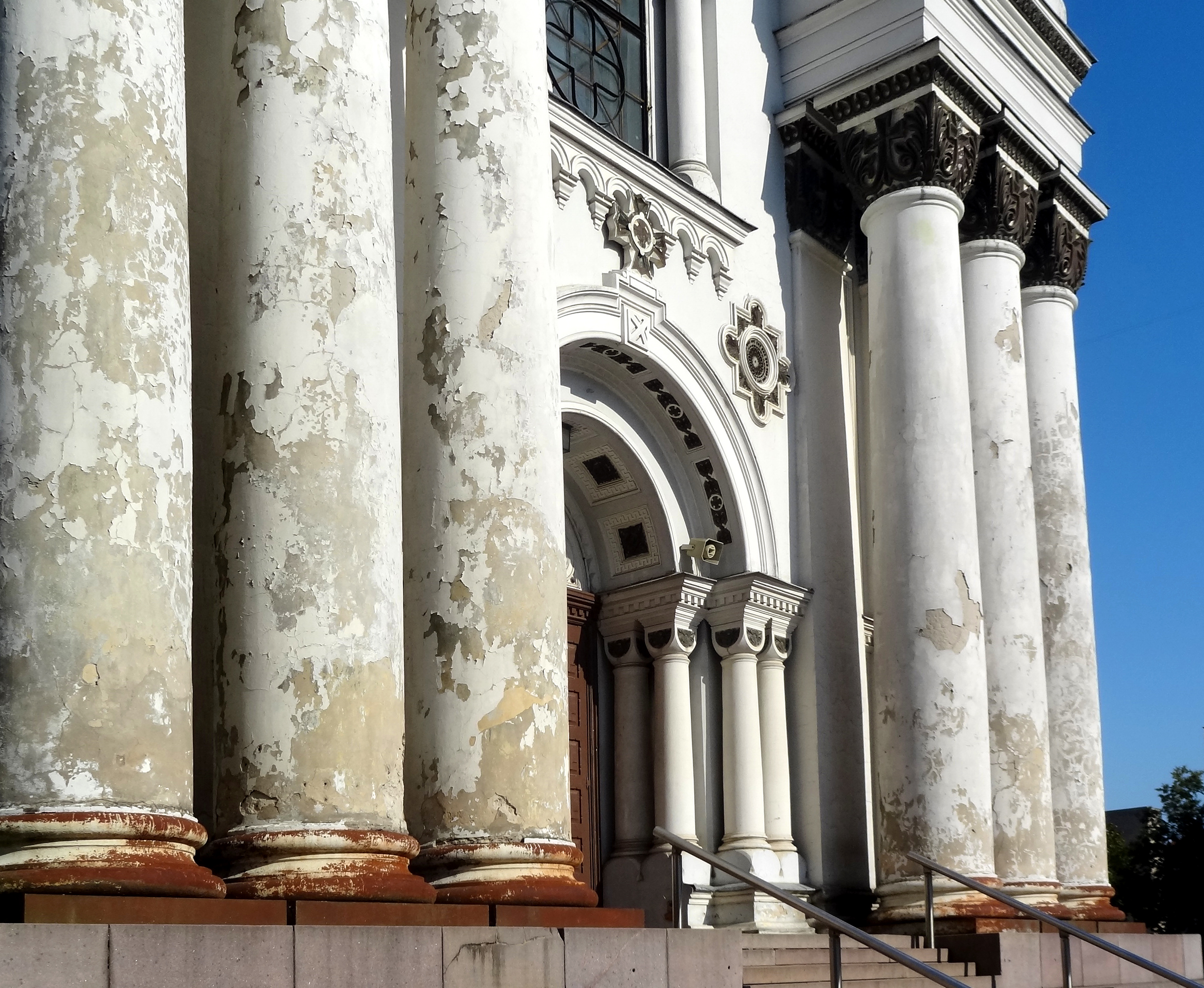
Fasadens kolonner och färg flagnar av
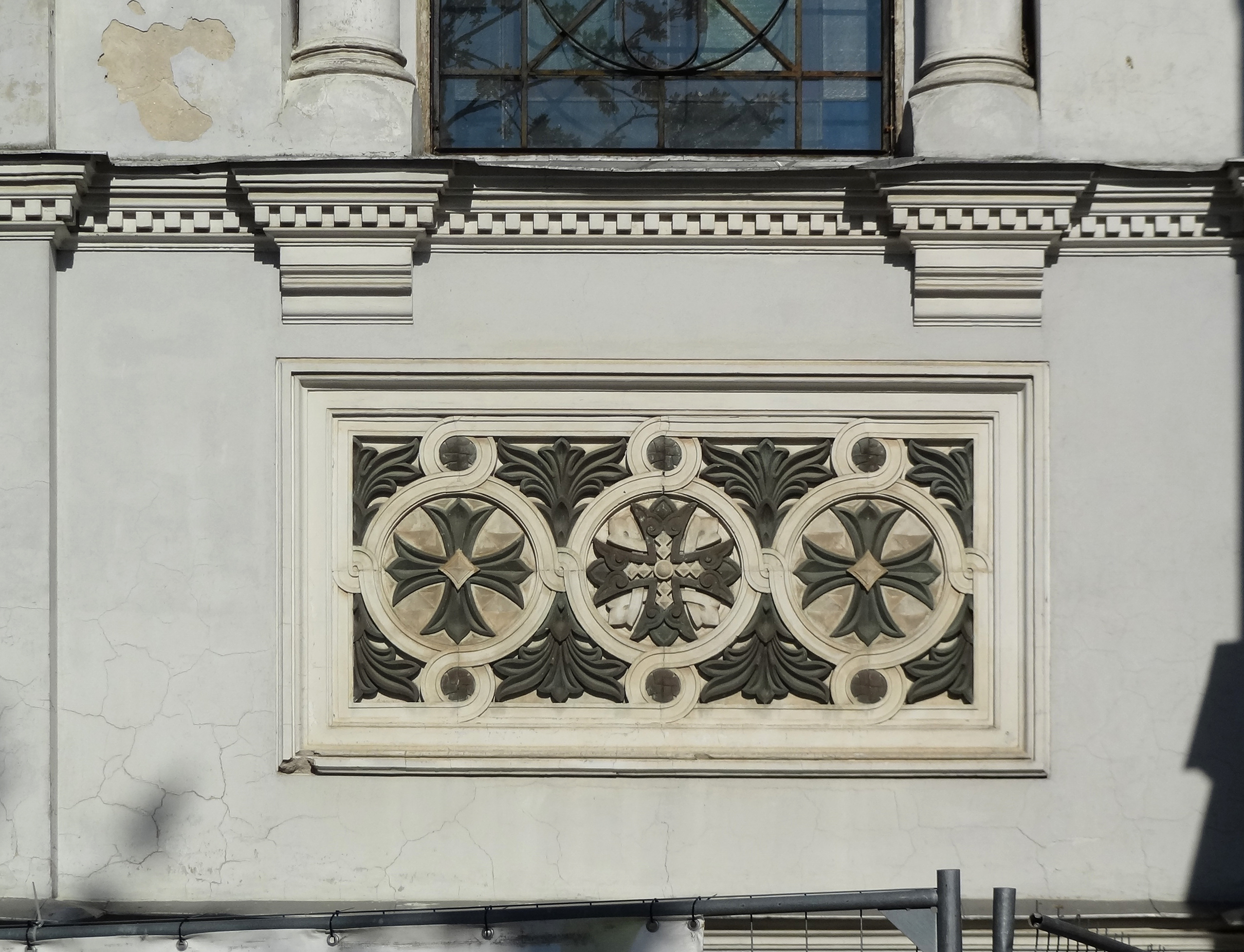
Basrelief på fasaden